# Listă de orașe din Orientul Apropiat antic
Cele mai vechi orașe din istorie au fost în Orientul Apropiat antic, o zonă care acoperă aproximativ cea a Orientului Mijlociu modern: istoria sa a început în mileniul al IV-lea î.Hr. și s-a încheiat, în funcție de interpretarea termenului, fie cu cucerirea de către Imperiul Ahemenid în secolul al VI-lea î.Hr., fie cu cea de către Alexandru cel Mare în secolul al IV-lea î.Hr.
Cele mai mari orașe din Orientul Apropiat Antic în Epoca Bronzului adăposteau câteva zeci de mii de oameni.  Memphis în Epoca bronzului timpuriu, cu aproximativ 30.000 de locuitori, a fost de departe cel mai mare oraș al timpului. Ur în Epoca mijlocie a bronzului se estimează că a avut aproximativ 65.000 de locuitori; Babilon în Epoca bronzului târziu avea în mod similar o populație de aproximativ 50.000-60.000 de locuitori. Ninive a avut aproximativ 20.000-30.000, ajungând la 100.000 numai în Epoca Fierului (cca. 700 î.Hr.).
KI a fost termenul sumerian pentru un oraș sau oraș stat. În akkadiană și în ortografia hitită, URU a devenit un semn determinant care denotă un oraș, sau combinat cu KUR  „terenul“ regatului sau teritoriul controlat de un oraș, de ex. în scriere cuneiformă 𒄡𒆳𒌷𒄩𒀜𒌅𒊭 KUR URU Ha-at-ti „regele țării (orașului) Hatti”.

## Mesopotamia

### Mesopotamia inferioară
(ordonate de la nord la sud)
- Eshnunna (Tell Asmar)
- Diniktum
- Tutub (Khafajah)
- Der (Tell Aqar, Durum?)
- Sippar (Tell Abu Habbah)
- Sippar-Amnanum (Tell ed-Der)
- Urum (Tell Uqair)
- Kutha (Tell Ibrahim)
- Jemdet Nasr (NI.RU)
- Kish (Tell Uheimir & Ingharra)
- Lagaba
- Babilim (Babylon)
- Borsippa (Birs Nimrud)
- Mashkan-shapir (Tell Abu Duwari)
- Dilbat (Tell ed-Duleim)
- Nippur (Afak)
- Marad (Tell Wannat es-Sadum)
- Adab (Tell Bismaya)
- Isin (Ishan al-Bahriyat)
- Kisurra (Tell Abu Hatab)
- Șuruppak (Tell Fara)
- Bad-tibira (Tell al-Madineh?)
- Zabalam (Tell Ibzeikh)

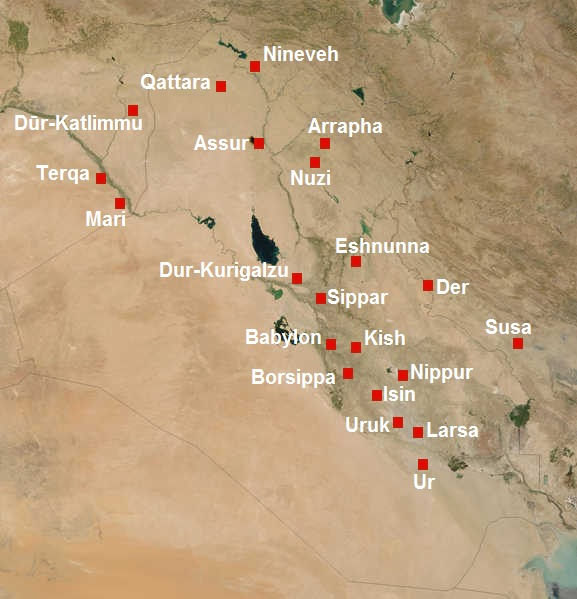
Harta orașelor mesopotamiene din Irakul de astăzi.

- Umma (Gishban)  (Umm al-Aqarib, Tell Jokha)
- Girsu (Tello or Telloh)
- Lagash (Tell al-Hiba)
- Uruk (Warka)
- Larsa (Tell as-Senkereh)
- Tell Khaiber
- Ur (Tell al-Muqayyar)
- Kuara (Tell al-Lahm)
- Eridu (Tell Abu Shahrain)
- Ubaid (Tell al-'Ubaid)
- Akshak
- Akkad

### Mesopotamia superioară
(ordonate de la nord la sud)
- Urfa
- Shanidar cave
- Urkesh (Urkish) (Tell Mozan)

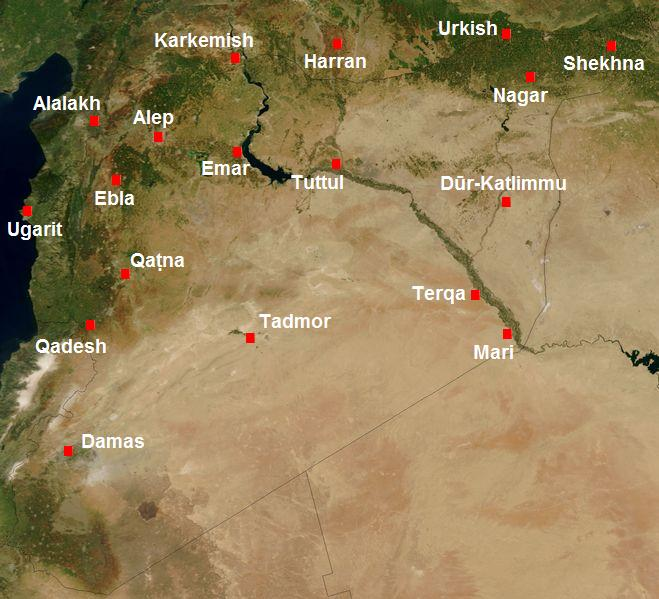
Harta Siriei în mileniul al doilea î.Hr.

- Tell Leilan (Shekhna, Shubat-Enlil)
- Tell Arbid
- Harran
- Chagar Bazar
- Mardaman (Bassetki)
- Kahat (Tell Barri)
- Tell el Fakhariya (Washukanni?)
- Hadatu (Arslan Tash)
- Carchemiș (Djerabis)
- Til Barsip (Tell Ahmar)
- Tell Chuera
- Mumbaqat (Tall Munbāqa, Ekalte)
- Al-Rawda
- Nabada (Tell Beydar)
- Nagar (Tell Brak)
- Telul eth-Thalathat
- Tepe Gawra
- Tell Arpachiyah (Tepe Reshwa)
- Shibaniba (Tell Billa)
- Tarbisu (Sherif Khan)
- Ninive (Ninua)
- Qatara or Karana (Tell al-Rimah)
- Tell Hamoukar
- Dur-Șarrukin (Khorsabad)
- Tell Shemshara  (Shusharra)
- Erbil (Urbilim, Arba-Ilu)
- Tell Taya
- Tell Hassuna
- Balawat (Imgur-Enlil)
- Tell es-Sweyhat
- Nimrud
- Emar (Tell Meskene)
- Qal'at Jarmo
- Arrapha
- Kar-Tukulti-Ninurta
- Assur
- Ekallatum
- Nuzi (Yorghan Tepe, Gasur)
- Tell al-Fakhar (Kurruhanni?)
- Terqa (Tell Ashara)
- Doura Europos
- Mari (Tell Hariri)
- Haradum (Khirbet ed-Diniyeh)
- Tell es Sawwan
- Nerebtum or Kiti (Tell Ishchali)
- Tell Agrab
- Dur-Kurigalzu (Aqar Quf)
- Shaduppum (Tell Harmal)
- Seleucia
- Ctesiphon (Taq Kisra)
- Zenobia (Halabiye)
- Hatra
- Idu

## Iran
- Ecbatana (Hamadan?)
- Behistun
- Godin Tepe

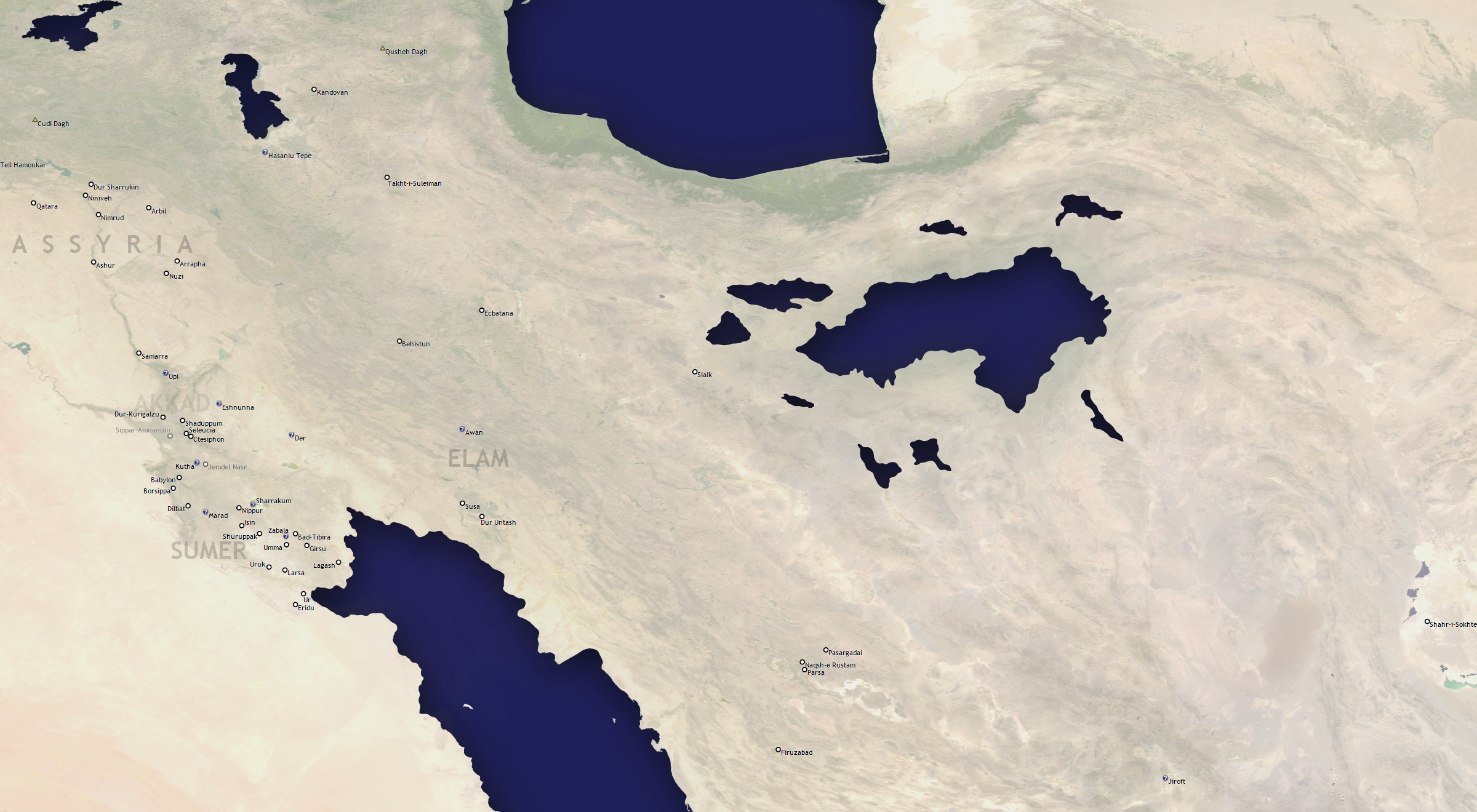

- Rey (Rhages, Europos, Shahr-e-Ray, Arsacia)
- Chogha Mish
- Tepe Sialk
- Susa (Shush, Shushan)
- Kabnak (Haft Tepe)
- Dur Untash (Chogha Zanbil)
- Shahr-e-Sukhteh
- Pasargadae (Pasargad, Pasargadai)
- Naqsh-e Rustam
- Estakhr (Istakhr)
- Persepolis (Parsa)
- Tabran (Tus)
- Tall-i Bakun
- Anshan (Tall-i Malyan or Tepe Malyan)
- Konar Sandal
- Tepe Yahya
- Teppe Hasanlu
- Bam
- Hecatompylos
- Khorramabad
- Kermanshah
- Isfahan (Aspadana)
- Rabat Tepe
- Temukan
- Darabgard
- Hafshejan
- Tabriz
- Shahdad
- Marlik
- Chogha Bonut
- Ganj Dareh
- Ali Kosh
- Geoy Tepe
- Baba Jan Tepe
- Shah Tepe
- Hajji Firuz Tepe
- Kul Tepe
- Shir Ashian Tepe
- Tepe Hissar
- Tureng Tepe
- Yarim Tepe
- Vahrkana (Gorgan)
- Narezzash (Neyriz)
- Zranka (Dahan-e Gholaman)
- Shushtar
- Shiraz
- Urmia
- Nahavand
- Bushehr
- Hormirzad (Bandar Abbas)
- Semnan
- Amol
- Karaj
- Yasuj
- Mahallat
- Hashtgerd
- Bastam
- Ganzak

## Anatolia (Turcia)
(ordonate de la nord la sud)
- İnandıktepe
- Miletus
- Sfard (Sardis)
- Nicaea
- Sapinuwa
- Yazilikaya
- Alaca Höyük
- Mașat Höyük
- Alishar Hüyük
- Hattusa

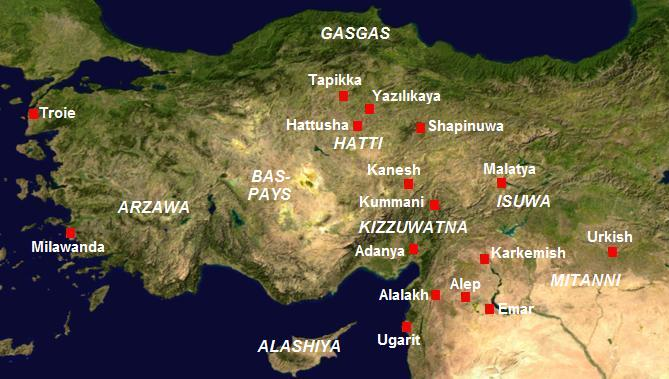
Așezări din Anatolia epocii bronzului, bazate pe înregistrări hitite.

- Ilios (Wilusa, Ilion, Troas, Troy)
- Kanesh (Nesa, Kültepe)
- Arslantepe (Malatya)
- Çayönü (Amed, Diyarbakir)
- Sam'al (Zincirli Höyük)
- Çatalhöyük
- Beycesultan
- Karatepe
- Tushhan (Ziyaret Tepe)
- Adana
- Tarsus
- Zephyrion (Mersin)
- Gözlükule
- Sultantepe
- Attalia (Antalya)

## Levantul
În ordine alfabetică:
- Acco (Acre)
- Adoraim (Adora, Dura)
- Alalah (Alalakh)
- Aleppo
- Antiohia
- Aphek (Antipatris, Tell Afik)
- Arad (Arad Rabbah?; Tel Arad)
- Arqa (Arkat)
- Arwad (Aradus, Arvad, Arphad, Ruad Island)
- Așdod
- Ashkelon
- Baalbek (Heliopolis)
- Batroun (Botrys)
- Banias
- Beersheba (Tel Sheva, Tell es-Seba)
- Beth Shean (Beth Shan)
- Bet Shemesh
- Bet-el
- Bethsaida (et-Tell)
- Bethlehem
- Bezer (Bosra in Syria)Format:Dubious
- Byblos (Gubla, Kepen)
- Dan, former Laish (Tel Dan, Tell el-Qadi)
- Damascus (Dimasqu, Dimashq)
- Deir Alla (Pethor?)
- Dhiban (Dibon)
- Dor (D-jr, Dora)
- Ebla (Tell Mardikh)
- Ein Gedi (Hazazon-tamar, Tel Goren)
- En Esur
- Enfeh (Ampi)
- Ekron (Tel Miqne, Khirbet el-Muqanna)
- Et-Tell (Ai?)
- Gath
- Gaza
- Gezer
- Gibeah (Tell el-Ful?)
- Gomora (posibil mitic)
- Hamath (Hama, Epiphania)
- Hazor
- Homs
- Hebron
- Hermel
- Jawa
- Ierihon

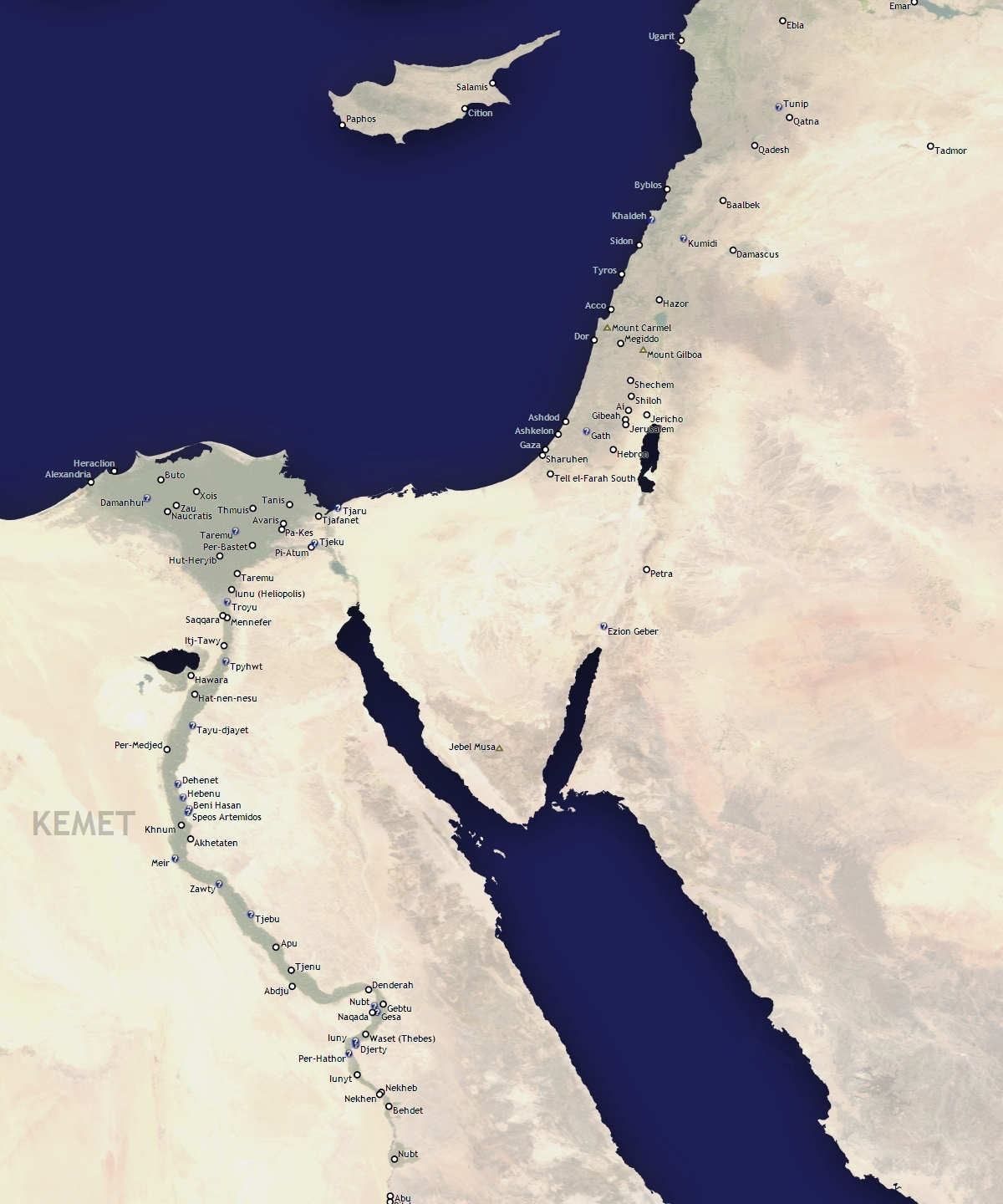

- Jerusalem (Jebus, City of David, Zion)
- Jezreel
- Kabri (one of several cities called Rehov)
- Kedesh (Qadesh in Galilee)
- Khirbet Kerak (Tel Bet Yerah; later Al-Sinnabra)
- Khirbet el-Qom (Makkedah/Maqqedah)
- Khirbet Qeiyafa (Sha'arayim? / Neta'im?)
- Kinneret (Tel Kinrot, Tell el-Oreimeh),  Bronze and Iron Age
- Kumidi
- Labweh
- Lahish (Tel Lachish, Tell ed-Duweir)
- Mari
- Megiddo (Tel Megiddo, Tell el-Mutesellim)
- Nagar (Tell Brak)
- Nabatieh
- Nazareth
- Qatna (Tell Mishrifeh)
- Rashaya
- Rabat Amon (Hellenistic Philadelphia)
- Rehov (Jordan Valley) (Tel Rehov)
- Samaria (Shomron)
- Sam'al
- Sarepta
- Sharuhen (Tell el-Far'ah South?, Tell el-'Ajjul?, Tel Haror?)
- Shiloh
- Sidon
- Sodoma (posibil mitic)
- Tadmor (Palmyra)
- Terqa
- Tall Zira'a
- Tell Balata (Shechem)
- Tell el-Burak
- Tell el-Hesi (Eglon?)
- Tell Kazel
- Tell Qarqur (Karkar?)
- Tell Tweini (Gibala?)
- Tirzah (Tell el-Farah North)
- Tripoli
- Tir (Tylos, Tyre)
- Ugarit (Ras Shamra)
- Umm el-Marra
- Tel Yokneam (Yokneam, "'En-qn'mu")
- Zoara (Zoar, Bela)

## Peninsula Arabică
- Aden
- Al Ain
- Al-Ashoosh
- Awwam
- Hajar Am-Dhaybiyya
- Al-Bahah
- Barran
- Bakkah (Mecca)
- Barbar Temple
- Beihan
- Bidaa Bint Saud
- Al Bithnah
- Dahaban
- Dalma
- Al Da'asa
- Dedan (Al-'Ula)
- Dhamar
- Dibba
- Dumat Al-Jandal (Adummatu)
- Ed-Dur
- Eudaemon
- Failaka
- Gerrha
- Ḥaram
- Hili Archaeological Park
- Hofuf
- Ibb
- Ibri
- Izki

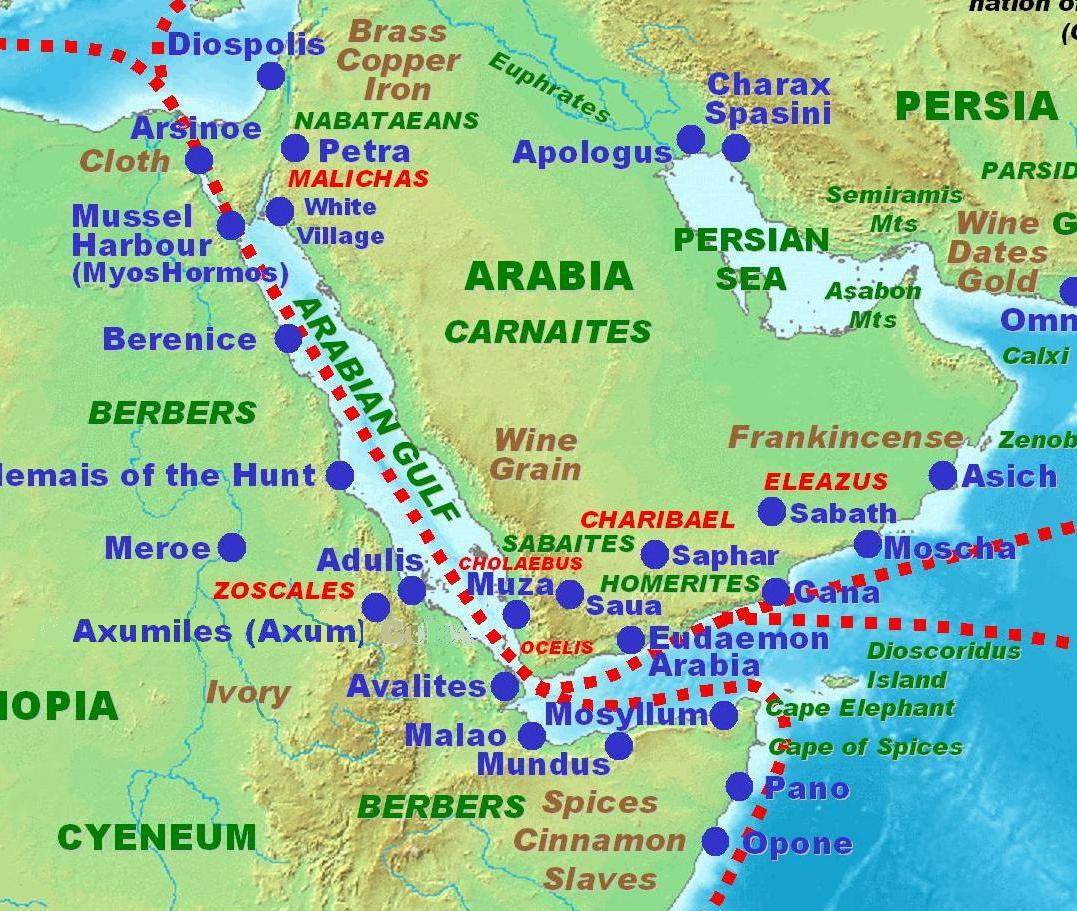
Peninsula Arabică și Cornul Africii, separate de doar câțiva kilometri de Marea Roșie, au o istorie de așezări înrudite, în special în apropierea coastei

- Ubar (Aram, Iram, Irum, Irem, Erum)
- Jeddah
- Jubbah
- Julfar
- Jubail
- Kalba
- Al-Kharj
- Khaybar
- Khor Rori (Sumhuram)
- Kaminahu (Kamna)
- Lihyan
- Mada'in Saleh (Al-Hijr, el Hijr, and Hegra)
- Al Madam
- Al-Magar
- Ma'rib
- Maṣna'at Māriya
- Mleiha
- Muweilah
- Najran
- Nashan
- Nashaq
- Nizwa
- Petra
- Qatif
- Qarnawu
- Qaryat al-Faw (Dhat al-Jnan)
- Qal'at al-Bahrain
- Sakakah
- Sanaa
- Sena, Yemen
- Ṣirwāḥ
- Shabwa
- Shimal
- Sohar
- As-Subiya
- Tabuk
- Tarim, Yemen
- Tayma (Tema)
- Tell Abraq
- Thaj
- Thula
- Tarout
- Timna
- Umm Al Nar
- Yanbu
- Yathrib (Medina)
- Zafar

## Nubia
- Jebel Barkal
- Kerma
- Meroë
- Napata

## Cornul Africii
- Adulis
- Aksum (Axum)
- Keskese
- Matara
- Qohaito
- Sembel
- Yeha